# Critérium du Dauphiné Libéré 2006
Das 58. Critérium du Dauphiné Libéré war ein Rad-Etappenrennen, das vom 4. bis 11. Juni 2006 stattfand. Es wurde in einem Prolog und sieben Etappen über eine Distanz von 1.098,1 Kilometern ausgetragen. Das Rennen zählte zur UCI ProTour 2006.
Neben den 20 ProTeams erhielt das französische Professional Continental Team Agritubel eine Wildcard.

## Organisation
Organisiert wurde die Rundfahrt von der Tageszeitung Le Dauphiné libéré. Im Organisationsstab arbeiteten mit Bernard Thévenet, Charly Mottet und Bernard Vallet prominente ehemalige Radprofis.

## Etappen
| Etappe    | Tag      | Start–Ziel                            | km  | Etappensieger    | Gesamtwertung    |
| --------- | -------- | ------------------------------------- | --- | ---------------- | ---------------- |
| Prolog    | 4. Juni  | Annecy – Annecy (EZF)                 | 4,1 | David Zabriskie  | David Zabriskie  |
| 1. Etappe | 5. Juni  | Annecy – Bourgoin-Jallieu             | 207 | Fabian Wegmann   | Fabian Wegmann   |
| 2. Etappe | 6. Juni  | Bourgoin-Jallieu – Saint-Galmier      | 203 | Philippe Gilbert | Philippe Gilbert |
| 3. Etappe | 7. Juni  | Bourg-de-Péage – Bourg-de-Péage (EZF) | 043 | David Zabriskie  | Philippe Gilbert |
| 4. Etappe | 8. Juni  | Tain-l’Hermitage – Mont Ventoux       | 186 | Denis Menschow   | Levi Leipheimer  |
| 5. Etappe | 9. Juni  | Sisteron – Briançon                   | 155 | Ludovic Turpin   | Levi Leipheimer  |
| 6. Etappe | 10. Juni | Briançon – La Toussuire               | 169 | Iban Mayo        | Levi Leipheimer  |
| 7. Etappe | 11. Juni | Saint-Jean-de-Maurienne – Grenoble    | 131 | Thor Hushovd     | Levi Leipheimer  |